# Тухтубаєв Іван Іванович
Іван Іванович Тухтубаєв (8 квітня 1908, село Большая Сіульта, тепер Майминського району, Республіка Алтай, Російська Федерація — 21 серпня 1975, тепер Російська Федерація) — радянський державний діяч, голова виконавчого комітету Горно-Алтайської обласної ради. Депутат Верховної ради СРСР 3—5-го скликань.

## Життєпис
Народився в селянській родині. Закінчив школу І-го ступеня, навчався в школі селянської молоді.
З 1927 по 1931 рік працював бригадиром у промартілі «Шлях бідняка» та в радгоспі «Скотовод» Ойратської автономної області.
Після закінчення курсів радянського будівництва при Новосибірському комуністичному вузі — голова сільської ради; інструктор виконавчого комітету Майминської аймачної ради; завідувач районного фінансового відділу; інспектор Ойротського обласного фінансового відділу.
З 1939 року — голова виконавчого комітету Кош-Агацької аймачної ради Ойротської автономної області.
Член ВКП(б) з 1941 року.
У листопада 1944 — березні 1948 року — 1-й заступник голови виконавчого комітету Горно-Алтайської обласної ради депутатів трудящих.
У березні 1948 — 1959 року — голова виконавчого комітету Горно-Алтайської обласної ради депутатів трудящих.
З 1959 року — персональний пенсіонер.
Помер 21 серпня 1975 року.

## Нагороди
- два ордени Трудового Червоного Прапора
- медалі